# Quyết định về Luật an ninh quốc gia Hồng Kông
Quyết định thiết lập và cải thiện khung pháp lý và cơ chế thực thi để bảo vệ an ninh quốc gia tại Khu hành chính đặc biệt Hồng Kông, thường được gọi là Luật an ninh quốc gia Hồng Kông, là một quyết định được thông qua bởi phiên họp thứ ba của Đại hội đại biểu nhân dân toàn quốc khoá XIII, được tổ chức từ ngày 22 tháng 5 năm 2020 đến ngày 28 tháng 5 năm 2020.
Theo Quyết định, luật sẽ cải thiện an ninh quốc gia và ngăn chặn sự can thiệp từ bên ngoài vào các vấn đề của Hồng Kông. Luật này nhằm đưa ra "các biện pháp mạnh mẽ và được dựa trên pháp luật", nghiêm cấm các hành vi "thách thức nghiêm trọng điểm mấu chốt của nguyên tắc "một quốc gia, hai chế độ", làm tổn hại đến luật pháp và đe dọa chủ quyền quốc gia, an ninh và lợi ích phát triển". Ngoài ra, luật an ninh mới cũng cấm việc đe dọa đến an ninh quốc gia, liên quan đến hoạt động mang tính phá hoại, đòi li khai cũng như sự can thiệp của nước ngoài và chủ nghĩa khủng bố. Không chỉ vậy, "các cơ quan an ninh" sẽ được thành lập tại Đặc khu Hồng Kông.
Dự thảo luật sau đó đã được thông qua vào ngày 28 tháng 5 năm 2020 với số phiếu 2878, chỉ có 1 phiếu chống và 6 phiếu trắng. Do đó, Ủy ban Thường vụ Đại hội Đại biểu Nhân dân toàn quốc được ủy quyền soạn thảo văn bản chính thức của luật an ninh quốc gia và ban hành nó bằng cách đưa vào Phụ lục III Luật Cơ bản Hồng Kông.
Những người chỉ trích luật an ninh, gồm cả phe dân chủ đối lập, các tổ chức nhân quyền và chính trị gia ở nước ngoài, nhìn thấy đây là mối đe dọa đối với nguyên tắc "Một quốc gia, hai chế độ", đến luật lệ và tự do dân sự. Còn những người ủng hộ luật này, bao gồm cả phương tiện truyền thông nhà nước và phe thân Bắc Kinh ở địa phương, đã bác bỏ những lời chỉ trích được thúc đẩy bởi "những kẻ bạo loạn" và cho rằng đây là một "phản ứng cần thiết đối với các mối quan ngại về an ninh quốc gia".

## Bối cảnh và thẩm quyền pháp lí
Chính phủ Hồng Kông hồi năm 2003 đã cố gắng ban hành Dự luật an ninh quốc gia (điều khoản lập pháp) 2003 để tuân thủ các yêu cầu theo Điều 23 Luật Cơ bản và cho rằng họ nên "tự mình" ban luật an ninh quốc gia. Tuy nhiên, dự luật đã bị lãng quên sau các cuộc biểu tình quy mô lớn cùng năm.
Một dự luật sửa đổi luật dẫn độ đề xuất cho phép dẫn độ sang Trung Quốc được giới thiệu năm 2019. Tuy nhiên, nó gây ra một loạt các cuộc biểu tình quy mô lớn, và bị buộc phải rút lại. Tờ South China Morning Post đưa tin chính quyền trung ương cho rằng bầu không khí chính trị ở Hồng Kông sẽ ngăn cản việc thông qua dự luật theo Điều 23, và vì vậy đã dùng đến việc ban hành thông qua Đại hội đại biểu nhân dân toàn quốc.
Không giống như Dự luật an ninh quốc gia (Điều khoản lập pháp) 2003, một dự luật thông thường được đệ trình lên Hội đồng Lập pháp (LegCo) để tuân thủ các yêu cầu hiến pháp của Điều 23 Luật Cơ bản để ban hành luật trong mối liên hệ đó. Chính quyền nhân dân quyết định đưa ra dự luật dựa trên Phụ lục III của Luật Cơ bản Hồng Kông, mà không cần phải thông qua Hội đồng Lập pháp. Tính hợp hiến của việc đưa vào các luật như vậy trong Phụ lục III đã gây ra tranh cãi bởi Công hội Đại luật sư Hồng Kông.

## Nội dung
Dự thảo bao gồm 7 điều. Điều 1 nêu lại tầm quan trọng của một quốc gia, hai chế độ và nhà nước pháp quyền và tuyên bố rằng "nhà nước" sẽ "hoàn thành" các cơ chế thực thi và pháp lí để bảo vệ an ninh quốc gia. Điều 2 nói rằng nhà nước sẽ ngăn chặn và trừng phạt các hành vi li khai, lật đổ hay phá hoại. Điều 3 quy định việc duy trì chủ quyền của Trung Quốc là trách nhiệm lập hiến của Hồng Kông. Nó đòi hỏi Hồng Kông phải ban hành luật an ninh quốc gia "càng sớm càng tốt", và cơ quan hành pháp, lập pháp và tư pháp của nước này phải "ngăn chặn và trừng phạt hành vi gây nguy hiểm cho an ninh quốc gia".
Điều 4 yêu cầu Hồng Kông thành lập các tổ chức để bảo vệ an ninh quốc gia, và quy định sự hiện diện của chính quyền trung ương ở Hồng Kông để duy trì an ninh quốc gia. Điều 5 yêu cầu báo cáo thường xuyên từ Đặc khu trưởng Hồng Kông về an ninh quốc gia. Điều 6 ủy quyền cho Ủy ban Thường vụ Đại hội Đại biểu Nhân dân Toàn quốc soạn thảo luật an ninh quốc gia, và sau đó ban hành bằng cách vào Phụ lục III của Luật Cơ bản. Điều 7 quy định rằng toàn bộ quyết định sẽ có hiệu lực ban hành.

### Chi tiết dự thảo được công bố
Sau 3 ngày họp Ủy ban Thường vụ chuẩn bị luật mới, vào ngày 20 tháng 6 năm 2020, tờ Tân Hoa Xã đã công bố dự thảo chi tiết mà Ủy ban Thường vụ đã xây dựng: thành lập văn phòng an ninh của Trung Quốc tại Hồng Kông để giám sát an ninh, như cũng như các quy tắc về giám sát giáo dục liên quan đến các khía cạnh an ninh quốc gia, tầm quan trọng hàng đầu của các quyết định của chính phủ Trung Quốc đối với chính phủ Hồng Kông: "Nếu luật pháp địa phương... không phù hợp với Luật này, các quy định của Luật này sẽ được áp dụng. Quyền giải thích luật này sẽ thuộc về Ủy ban Thường vụ Đại biểu Nhân dân Toàn quốc.".

## Phản ứng trong nước

### Ủng hộ
- Trưởng đặc khu Lâm Trịnh Nguyệt Nga tuyên bố chính phủ Hồng Kông sẽ hoàn toàn hợp tác với Bắc Kinh.[23] Chủ tịch Hội đồng Lập pháp Hồng Kông Lương Quân Ngạn và người triệu tập LegCo Liêu Trường Giang cũng bày tỏ sự ủng hộ với tuyên bố.[24] Bà Lâm cho hay bất kì luật an ninh nào được ban hành cũng sẽ không làm ảnh hưởng đến "quyền và tự do hợp pháp" của người Hồng Kông, và nói thêm rằng việc đưa luật này bằng cách đưa vào Phụ lục III Luật Cơ bản là hoàn toàn hợp pháp.
- Tổng giám mục và giáo trưởng của Thánh công hội Hồng Kông (một giáo phận Anh giáo ở Hồng Kông) là Phaolô Quảng Bảo La, và Thích Khoan Vận [zh], hiện là chủ tịch Hội Liên hiệp Phật giáo Hồng Kông, cho rằng quyết định là một bước đi cần thiết.[25]
- Chỉ huy Giải phóng quân Trung Quốc tại Hồng Kông Trần Đạo Tường cam kết duy trì "chủ quyền quốc gia và lợi ích phát triển", và đánh giá luật an ninh quốc gia được soạn thảo và ban hành theo quyết định này là "có lợi cho việc ngăn chặn các lực lượng li khai và can thiệp từ bên ngoài".[26][27]
- Tờ The New York Times đưa tin các phương tiện truyền thông nhà nước tô vẽ ra các luật do quyết định này đề xuất là "cần thiết để bảo vệ sự cai trị của Đảng Cộng sản" và rất sự ủng hộ đối với luật này.[28]
- Tỷ phú giàu nhất Hồng Kông, Lý Gia Thành, ngày 27 tháng 5 lên tiếng bảo vệ dự luật an ninh Hồng Kông, cho đó là quyền chính đáng của mỗi nước có chủ quyền nhằm giải quyết các mối lo ngại về an ninh quốc gia.[29]

### Phản đối

#### Cuộc biểu tình
- Vào ngày 24 tháng 5 năm 2020, một cuộc biểu tình đã xảy ra để phản đối luật an ninh được đề xuất. Đó là cuộc biểu tình lớn nhất ở Hồng Kông kể từ khi bắt đầu đại dịch coronavirus.[30] Đây cũng là lần đầu tiên sau hai tháng, cảnh sát bắn hơi cay trong nỗ lực giải tán những người biểu tình.[31]
- Vào ngày 27 tháng 5 năm 2020, những người biểu tình đã tập trung lại trên đường phố để phản đối luật an ninh quốc gia được đề xuất và dự luật quốc ca, trải qua lần đọc thứ hai vào ngày đó. Các cuộc biểu tình với quy mô khác nhau đã xảy ra ở các quận khác nhau bao gồm Đồng La Loan, Trung Hoàn và Vượng Giác. Cảnh sát đã bắn hơi và tiêu cay và bắt giữ 360 người vì tội tụ tập trái phép và các cáo buộc khác.[32][33][34]

#### Các quan điểm
- Công hội Đại luật sư Hồng Kông đã ra một tuyên bố nêu lên hai mối quan tâm về bản chất của luật được đề xuất bởi quyết định.[20][35] Thứ nhất, công hội cho rằng quá trình lập pháp là không thích đáng và không có gì đảm bảo rằng bất kỳ luật sẽ tuân thủ Công ước Quốc tế về các Quyền Dân sự và Chính trị, cái mà "cố thủ trong Luật Cơ bản". Thứ hai, sự hiện diện của các cơ quan an ninh của Trung Quốc đại lục được quy định bởi Điều 4 của Quyết định đã không làm rõ liệu các cơ quan đó có được yêu cầu tuân thủ luật pháp Hồng Kông, hoặc cách triển khai có thể phù hợp với Điều 22(1) Luật Cơ bản hay không, trong đó ngăn chặn sự can thiệp vào các vấn đề do Đặc khu hành chính Hồng Kông 'tự mình' quản lí.
- Ngày càng có nhiều người Hồng Kông bắt đầu tìm cách di cư và rời khỏi đặc khu. Họ cảm thấy rằng luật an ninh sẽ làm tổn hại cơ bản quyền hiện diện và tự do của họ. Số lượng tìm kiếm trên web thông thường về di cư đã tăng lên 10 lần ngay sau khi quyết định được công bố.[36]

### Kinh tế và thị trường chứng khoán
Chỉ số Hang Seng Index của Hồng Kông mất hơn 5% ngay trong phiên giao dịch ngày 22 tháng 5, phiên giảm mạnh nhất kể từ năm 2015.), và trong khi đó, một số sàn chứng khoán ở Nhật Bản cũng giảm theo. Tuy nhiên, Đặc khu trưởng Hồng Kông phủ nhận rằng các khoản lỗ là do quyết định, quy cho chúng là những "thăng trầm" thông thường trên thị trường. Trung Quốc đã tìm cách đảm bảo các nhà đầu tư quốc tế rằng họ sẽ không bị ảnh hưởng.

## Phản ứng quốc tế

### Tuyên bố chung từ Anh, Úc và Canada
Vào ngày 22 tháng 5 năm 2020, Bộ trưởng Ngoại giao Anh Dominic Raab, Bộ trưởng Ngoại giao Úc Marise Payne và Bộ trưởng Ngoại giao Canada François-Philippe Champagne đã đưa ra một tuyên bố chung phản ứng với luật an ninh mới của Hồng Kông. Tuyên bố nêu rõ Trung Quốc nên tiếp tục thực hiện Tuyên bố chung ràng buộc về mặt pháp lí, được kí kết giữa hai nước Trung Quốc và Anh Quốc, điều này sẽ cung cấp các quyền và tự do của những người liên quan và đảm bảo mức độ tự chủ cao của Hồng Kông. Các quy định của các công ước Liên Hợp Quốc về nhân quyền, bao gồm Công ước Quốc tế về các Quyền Dân sự và Chính trị và Công ước Quốc tế về các Quyền Kinh tế, Xã hội và Văn hóa sẽ vẫn có hiệu lực. Nó nói thêm rằng dự thảo luật như vậy mà không có sự tham gia của người tư vấn luật, người dân và bộ máy tư pháp đã phá vỡ nguyên tắc "Một quốc gia, hai chế độ".
Vào ngày 28 tháng 5, Bộ trưởng Ngoại giao Anh Dominic Raab cho biết nếu kế hoạch ban hành luật an ninh quốc gia theo quyết định không bị trì hoãn, Anh sẽ cho phép người mang hộ chiếu hải ngoại (BNO) ở lại Anh ban đầu khoảng thời gian mười hai tháng thay vì sáu như trước đây. Điều đó cho phép họ nộp đơn vào học tập và làm việc, và do đó cung cấp cho họ một con đường để trở thành công dân nước Anh. Các báo cáo sau đó cho thấy rằng những thay đổi này sẽ không chỉ áp dụng cho 300.000 người sở hữu hộ chiếu hiện tại mà còn cả 2,9 triệu người đủ điều kiện nhận tấm hộ chiếu. Hầu hết trong số đó, có khoảng 2,55 triệu người đã giữ hộ chiếu BNO trong quá khứ nhưng không gia hạn.

### Tuyên bố chung từ 201 nghị sĩ
Vị thống đốc cuối cùng của Hồng Kông thời kì thuộc địa, Chris Patten, và 200 nghị sĩ khác từ 23 quốc gia đã đưa ra một tuyên bố lên án quyết định này. Họ cáo buộc rằng "sự giới thiệu đơn phương của luật an ninh quốc gia" đã đe dọa đến "một quốc gia, hai chế độ", đến quyền tự trị của Hồng Kông và quyền tự do của người dân. Các bên kí kết gồm các nhà lập pháp từ Hoa Kỳ, Liên minh châu Âu ở cấp quốc gia thành viên và liên minh, và với Đông Nam Á.

### Liên minh châu Âu
Vào ngày 22 tháng 5 năm 2020, Peter Stano, phát ngôn viên chính của Liên minh châu Âu, đã ra thông cáo báo chí. Trong đó viết rằng nguyên tắc "Một quốc gia hai hệ thống" gắn liền với việc giữ quyền tự chủ cao của Hồng Kông, phù hợp với Luật Cơ bản và các cam kết quốc tế, cũng như tôn trọng nguyên tắc này. Nó cần tham khảo ý kiến của người dân và tôn trọng quyền và tự do của con người trước khi áp dụng luật an ninh quốc gia, như đã thấy trước trong Điều 23 Luật Cơ bản, đồng thời duy trì quyền tự trị của Hồng Kông và nguyên tắc ‘Một quốc gia hai chế độ".
Josep Borrell, đại diện cấp cao về chính sách đối ngoại và an ninh của Liên minh châu Âu (EU) nói trong cuộc họp báo ngày 26 tháng 5 sau cuộc hội đàm với ngoại trưởng các nước thành viên, quan hệ với Trung Quốc tổn hại vì luật an ninh Hong Kong, nhưng khẳng định trừng phạt không giải quyết khủng hoảng.

### Thụy Sĩ
Vào ngày 22 tháng 5 năm 2020, Bộ Ngoại giao Liên bang Thụy Sĩ đã ban hành một tuyên bố trên Twitter. Trong đó viết rằng luật an ninh phải thông qua qua luật pháp trước và Thụy Sĩ rất coi trọng việc duy trì nguyên tắc "một quốc gia, hai chế độ".

### Đài Loan
- Vào ngày 22 tháng 5 năm 2020, đảng cầm quyền của Đài Loan, Đảng Dân chủ Tiến bộ, nói rằng nếu dự luật được thông qua, nó sẽ thay đổi số phận của Hồng Kông mãi mãi và sẽ nói với thế giới rằng "khái niệm ‘một quốc gia, hai chế độ’ đã chết". Trong khi đó, đảng đối lập của Dân Tiến Đảng là Quốc dân đảng cũng kêu gọi Bắc Kinh tôn trọng và duy trì quyền tự chủ, tự do ngôn luận và tự do hội họp của Hồng Kông.[50]
- Viết trên trang Facebook cuối ngày 24/5, Tổng thống Đài Loan Thái Anh Văn nói rằng dự luật an ninh quốc gia của Trung Quốc là một mối đe dọa nghiêm trọng đối với các quyền tự do và độc lập tư pháp của Hong Kong. Bà Văn cũng hứa rằng Đài Loan sẽ giúp người dân Hong Kong "sự hỗ trợ cần thiết".[51]

### Hoa Kỳ
Vào ngày 21 tháng 5 năm 2020, Tổng thống Donald Trump nói với các phóng viên rằng ông không biết luật này là cái gì, nhưng "nếu nó xảy ra, chúng tôi sẽ giải quyết vấn đề đó rất mạnh mẽ". Ngày 22 tháng 5 năm 2020, Ngoại trưởng Mike Pompeo nói trong một tuyên bố rằng "Hoa Kỳ khuyến khích Bắc Kinh xem xét lại đề xuất tai hại của mình, tuân thủ các nghĩa vụ quốc tế và tôn trọng mức độ tự trị cao, các thể chế dân chủ và tự do dân sự của Hồng Kông". Ông nói thêm rằng Hoa Kỳ sẽ sát cánh cùng người dân Hồng Kông. Cùng ngày, Cố vấn cấp cao của Tổng thống Hoa Kỳ Kevin Hassett nói với các phóng viên rằng Hoa Kỳ đang "nghiên cứu xem phản ứng có thể có của chúng tôi là gì". Hai thượng nghị sĩ Hoa Kỳ, của Đảng Cộng hòa Pat Toomey và Dân chủ Chris Van Hollen, cho biết họ có kế hoạch đưa ra một dự luật mà trong đó "sẽ đưa ra luật để áp đặt các biện pháp trừng phạt đối với các quan chức Trung Quốc vì vi phạm nền độc lập của Hồng Kông".
Vào ngày 24 tháng 5 năm 2020, Cố vấn An ninh Quốc gia Nhà Trắng Robert O'Brien nói rằng Hoa Kỳ sẽ áp đặt các biện pháp trừng phạt đối với Hồng Kông và Trung Quốc đại lục nếu luật an ninh được thông qua.
Ngoại trưởng Hoa Kỳ Mike Pompeo nói với Quốc hội ngày 27 tháng 5 rằng Hong Kong không còn đủ điều kiện để được hưởng quy chế ưu đãi đặc biệt theo Đạo luật Chính sách Hồng Kông. Ông nói Luật an ninh Hồng Kông "chỉ là động thái mới nhất trong một loạt các hành động mà về cơ bản là làm suy yếu quyền tự trị và tự do của Hong Kong". Các chế tài, thuế quan cao hơn và hạn chế thị thực có thể được ban hành theo chứng nhận này; David Stilwell, Trợ lý Bộ trưởng Ngoại giao Đông Á và Thái Bình Dương, nói rằng mục tiêu của bất kỳ quyết định nào sẽ là "các quan chức ở Bắc Kinh", chứ không phải ở Hồng Kông hay Hoa Kỳ.
Còn trong buổi họp báo tại Nhà Trắng ngày 29 tháng 5, Tổng thống Hoa Kỳ Donald Trump cho biết ông đang chỉ đạo chính quyền bắt đầu quá trình loại bỏ chính sách ưu đãi Hồng Kông.

### Nga, Triều Tiên và Iran
Nga, Cộng hòa Dân chủ Nhân dân Triều Tiên và Iran nói rằng không có nhà nước nước ngoài nào nên can thiệp vào công việc nội bộ của Trung Quốc và chỉ trích Mỹ vì đã làm như vậy. Triều Tiên cũng bày tỏ ủng hộ quyết định này.

## Ảnh hưởng kinh tế

### Quyền tự chủ của Hong Kong
Quyền tự chủ của Hong Kong là điều kiện quan trọng để thành phố này được hưởng trạng thái thương mại đặc biệt với Mỹ, giúp đặc khu không phải chịu các mức thuế mà Washington áp với Bắc Kinh. Nhờ đặc quyền này, thành phố còn được mua các công nghệ nhạy cảm, đảm bảo trao đổi tự do giữa đồng USD và đôla Hong Kong. Cư dân Hong Kong cũng tránh được những hạn chế về thị thực áp dụng cho cư dân Trung Quốc đại lục.

### Đạo luật Dân chủ và Nhân quyền Hong Kong
Theo Đạo luật Dân chủ và Nhân quyền Hong Kong được thông qua cuối năm ngoái, Ngoại trưởng Mỹ có trách nhiệm xác nhận về quyền tự chủ của Hong Kong mỗi năm, nhằm xem xét những ưu đãi đối với đặc khu. Tổng thống Mỹ Donald Trump sẽ là người quyết định có tước vị thế đặc biệt của Hong Kong hay không.

### Hậu quả nếu Mỹ hủy trạng thái đặc biệt của Hong Kong
Jacob Stokes, nhà phân tích về Trung Quốc tại Viện Hòa bình Mỹ, nhận định, "Trạng thái đó thực sự quan trọng đối với nền kinh tế Hong Kong. Rõ ràng nó còn liên quan mật thiết tới khả năng bảo vệ bản sắc riêng biệt của đặc khu"
Theo bình luận viên Alex Ward của Vox, Hong Kong có thể mất vị thế trung tâm tài chính toàn cầu.
Theo bình luận viên Edward Wong của NY Times, việc Hong Kong mất trạng thái đặc biệt cũng sẽ tác động sâu rộng lên thương mại toàn cầu, đồng thời thay đổi cách vận hành của các công ty nước ngoài cũng như chính Trung Quốc.
Bản thân các doanh nghiệp Mỹ cũng có nguy cơ bị tổn hại bởi quyết định này. Cho nên trong tuyên bố hôm 26/5, Phòng Thương mại Mỹ, đại diện cho các công ty Mỹ tại Hong Kong, kêu gọi chính quyền Trump "tiếp tục ưu tiên duy trì mối quan hệ tích cực và mang tính xây dựng giữa Mỹ và Hong Kong".